# Clavícula
La clavícula o ansa del coll és un os pertanyent a l'extremitat superior, que se situa en la cintura escapular (Cingulum membri superioris), entre l'acròmion de l'escàpula lateral i l'estèrnum medial.
Posseïx forma de S i presenta una part mitjana o cos, una extremitat acromial o lateral (que s'articula amb l'acròmion a l'articulació acromioclavicular) i una extremitat medial o esternal (que s'articula amb l'estèrnum en l'articulació esternoclavicular). Presenta a més una cara inferior i una cara superior, juntament amb una cavitat lateral i una covexitat medial, que van dirigides a la part anterior.
Dintre de les objeccions anatòmiques de la clavícula, es troba el tubercle conoide que, dirigit posteromedialment, es relaciona amb l'extensió del lligament conoide. També es troba una objecció anomenada línia trapezoidea, que, disposada anterolateralment, es relaciona amb l'extensió del lligament trapezoide. Ambdós lligaments formen part del lligament coracoclavicular.

## Articulacions
- Articulació acromiclavicular
- Articulació costoesternal
- Articulació esternoclavicular

## Algunes lesions
- Fractura de clavícula